# Robert Gronowski
Robert Henryk Gronowski (ur. 13 maja 1926 w Gliwicach, zm. 24 lutego 1994 w Hamburgu) – polski piłkarz, wychowanek klubu Piast Gliwice. Urodził się i zmarł pod nazwiskiem Gruner.
W okresie od 1948 do 1960 był piłkarzem Lechii Gdańsk.

## Reprezentacja Polski
| lp. | Data       | Miejsce         | Przeciwnik | Rezultat | Rozgrywki  | Grał | Uwagi |
| --- | ---------- | --------------- | ---------- | -------- | ---------- | ---- | ----- |
| 1.  | 29.11.1953 | Tirana, Albania | Albania    | 0:2      | towarzyski | 90′  |       |